# You Already Know (Fergie)
You Already Know è un singolo della cantante statunitense Fergie, pubblicato nel 2017 e realizzato insieme alla rapper trinidadiana Nicki Minaj. Il brano è stato estratto dal secondo album in studio di Fergie, ossia Double Dutchess.

## Tracce
- Download digitale

1. You Already Know (featuring Nicki Minaj) – 4:08